# Rincón Chico, Hidalgo
Rincón Chico är en ort i Mexiko.   Den ligger i kommunen Omitlán de Juárez och delstaten Hidalgo, i den sydöstra delen av landet, 100 km nordost om huvudstaden Mexico City. Rincón Chico ligger 2 382 meter över havet och antalet invånare är 427.
Terrängen runt Rincón Chico är lite bergig. Runt Rincón Chico är det ganska tätbefolkat, med 93 invånare per kvadratkilometer. Närmaste större samhälle är Pachuca de Soto, 12,8 km sydväst om Rincón Chico. I omgivningarna runt Rincón Chico växer i huvudsak blandskog.